# ColourPop Cosmetics
A ColourPop Cosmetics, também conhecida somente por ColourPop, é uma marca de cosméticos americana, fundada em 2014 na cidade de Los Angeles, Califórnia, pela empresa-mãe Seed Beauty. Seus principais produtos são maquiagens e itens de cuidado com a pele do rosto e do corpo e são vendidos principalmente no site próprio e na loja Ulta Beauty.
A marca é conhecida por ter preços acessíveis e ser cruelty-free, não testada em animais. A empresa também tem uma marca de skincare, a Fourth Ray Beauty, e ainda uma linha de maquiagem corporal, chamada Sol Body.
A ColourPop recebeu prêmios das revistas Glamour (2020), Allure (2019), Influenster (2018), Temptalia (2018, 2019) e OK! (2018).